# Vladimir Vasilj
Vladimir Vasilj (ur. 6 lipca 1975 w Hanowerze) – chorwacki piłkarz grający na pozycji bramkarza. Z reprezentacją Chorwacji, w której barwach rozegrał 2 mecze, zdobył brązowy medal na Mistrzostwach Świata 1998 (jako rezerwowy). Znalazł się także w kadrze na mundial 2002 i Euro 2004, ale na żadnym z tych turniejów nie zagrał ani minuty. Od 2006 roku jest zawodnikiem klubu NK Siroki Brijeg.
W reprezentacji Chorwacji od 1998 do 2002 roku rozegrał 2 mecze – brązowy medal Mistrzostw Świata 1998 (jako rezerwowy) oraz starty w mundialu 2002 (runda grupowa, jako rezerwowy) i Euro 2004 (runda grupowa, jako rezerwowy).
W kadrze na mundial 1998 i Euro 2004 znalazł się tylko dlatego, że kontuzji doznali inni bramkarze. W 1998 roku był to zmiennik Dražena Ladicia Tonči Gabrić, a sześć lat później podstawowy golkiper Stipe Pletikosa.

## Odznaczenia
- Order Chorwackiej Plecionki (1998)[1]